# Jonas Sorgenfrei
Jonas Sorgenfrei (* 22. September 1993 in Nabburg) ist ein deutscher Jazzmusiker (Schlagzeug, Komposition); er wird zu den größten Talenten der aktuellen Jazzszene in Deutschland gezählt.

## Leben und Wirken
Sorgenfrei begann im Alter von fünf Jahren Schlagzeug zu lernen. Zunächst besuchte er regionale Musikschulen; nach dem Abitur 2012 studierte er an der Berufsfachschule für Musik Nürnberg, wo er 2014 als „Staatlich Geprüfter (Ensemble-)Leiter für Popularmusik“ abging. Er führte sein Studium an der Hochschule für Musik Würzburg fort, wo er 2019 als Bachelor of Music in Jazz-Schlagzeug mit pädagogischem Nebenfach Jazz-Gesang abschloss. 2015 nahm er zudem in New York City Unterricht am Drummers Collective und an der Manhattan School of Music. 2021 schloss er sein Masterstudium an der Hochschule für Musik Nürnberg bei Rainer Böhm und Lorenz Kellhuber mit Auszeichnung ab.
Sorgenfrei trat bisher in Mitteleuropa, Italien, Norwegen, Großbritannien, Rumänien und China auf. Zu seinem Quartett, mit dem er 2021 das Album Elephants Marching On bei Unit Records vorlegte, gehören Wanja Slavin, Rainer Böhm und Matthias Akeo Nowak. Weiterhin spielt er im Trio mit Peter Christof und Denis Gäbel, mit dem er im April 2022 das Album Moods, ebenfalls bei Unit Records, veröffentlichte. Beide Alben erregten große Aufmerksamkeit. Mit dem Playground Quartet (mit Christopher Schneider, Max Heimler und Moritz Graf) entstand 2020 die EP Odyssey; die Band wurde 2019 beim internationalen Jazz-Wettbewerb Johnny Raducanu in Braila als beste Band ausgezeichnet. Mit dem Pianisten Felix Schneider-Restschikow bildet er das Lou-Duo, dessen erstes Album Dreams of a Little Bird 2019 im Eigenverlag erschien und dessen zweites Album Souvenir (mit den Gästen Anton Mangold, Nectaria Delgadillo und Ioanna Gkrigkorian) 2021 auf Label 11 (Edition Metropolmusik) folgte. 2023 erschien eine Live-Konzertaufnahme des Deutschlandfunks seiner Musik im Quartett mit Florian Trübsbach, Philipp Brämswig und Matthias Akeo Nowak.  
Als Sideman wirkt Sorgenfrei mit u. a. Izabella Effenberg, Matthias Schriefl, Nicole Johänntgen, Markus Harm, Jürgen Neudert, Rudi Engel, Hubert Winter, Anton Mangold, im Lukas Langguth Trio (Save Me from Myself, 2022) und bei Paul Bernewitz (Someday, 2022). Er spielte und arbeitete weiterhin mit Jim Black, Jochen Rückert, Bill Elgart, John Riley, Billy Drummond, Ari Hoenig, Marko Djordjevic, Ack van Rooyen, Johannes Faber, Dave Weckl, Gerwin Eisenhauer, Bernhard Pichl, Tine Schneider, Reinette van Zijtveld, Sabine Kühlich, Sara Decker, Sheila Jordan, Henning Sieverts, Martin Auer und Florian Trübsbach.
Sorgenfrei unterrichtet Schlagzeug und Gesang an der solidarischen Musikschule „Willkommen mit Musik e.V.“ in Würzburg.

## Preise und Auszeichnungen

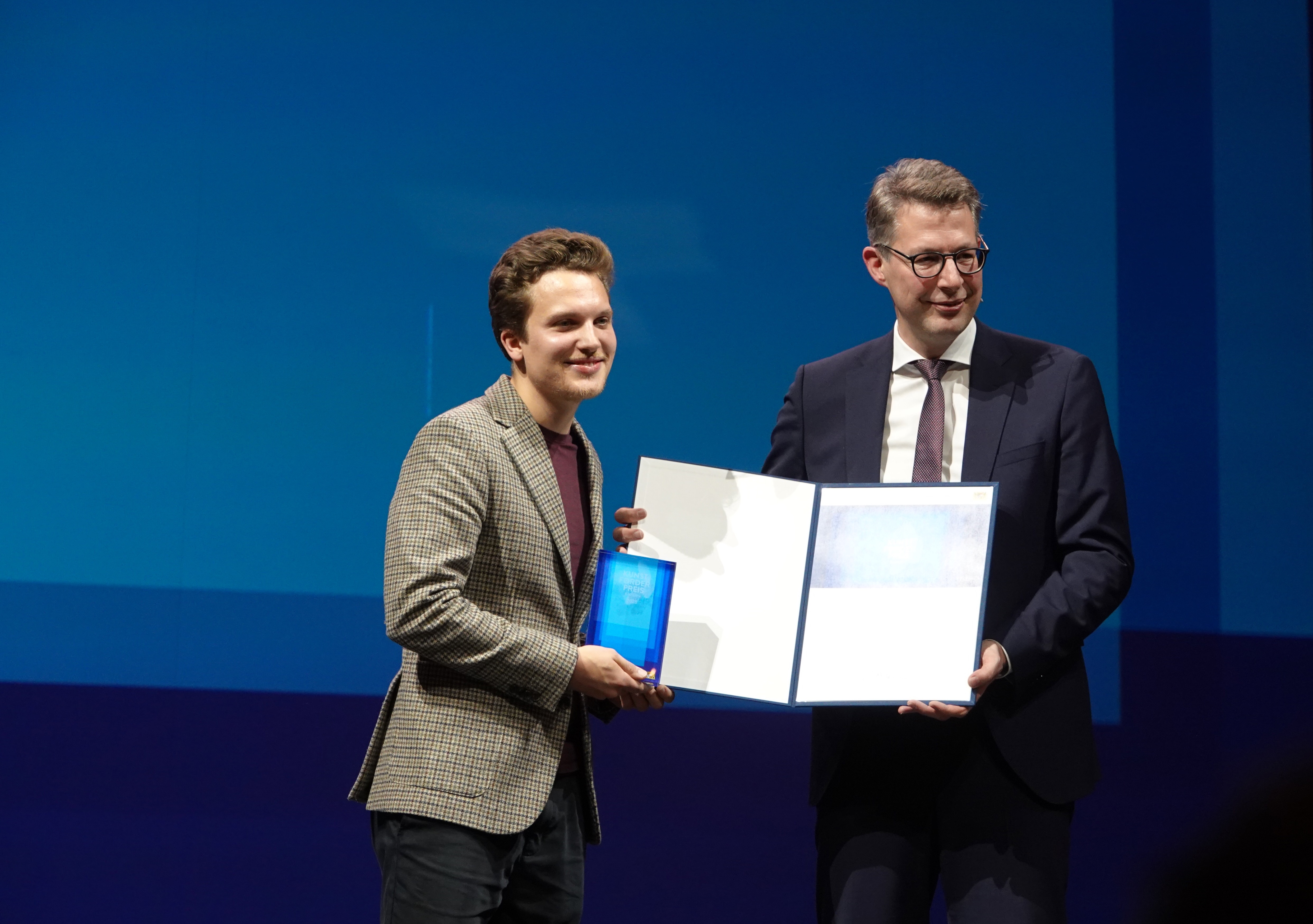
Bayerischer Kunstförderpreis 2023 für Jonas Sorgenfrei

Sorgenfrei wurde im Alter von 17 Jahren bei Jugend musiziert in der Kategorie „Drumset Pop“ mit einem Preis ausgezeichnet. An der Universität Würzburg gewann er 2015 den Förderpreis sowie 2018 mit dem Quartett Axis (mit der Sängerin Sarah Buchner, dem Saxophonisten Sebastian Wagner und dem Keyboarder Max Arsava) den Jazzwettbewerb. 2019 erhielt er einen Preis beim Bruno-Rother-Jazz-Wettbewerb und den Preis beim internationalen Jazz-Wettbewerb Johnny Raducanu in Braila, Rumänien. 2021 wurde er als Teil des Lukas Langguth Trio beim Jazzfrühling Kempten, beim Jungen Münchner Jazzpreis und mit einem Sparda Jazz Award ausgezeichnet.
2023 erhielt er den Bayerischen Kunstförderpreis.

## Diskographische Hinweise
- Live (Unit Records 2023, mit Florian Trübsbach, Philipp Brämswig und Matthias Akeo Nowak)
- Jonas Sorgenfrei / Danis Gäbel / Peter Christof: Moods (Unit Records 2022)[10]
- Souvenir (Label11 2021, mit Felix Schneider-Restschikow, Anton Mangold, Nectaria Delgadillo und Ioanna Gkrigkorian)
- Elephants Marching On (Unit Records 2021, mit Wanja Slavin, Rainer Böhm und Matthias Akeo Nowak)
- Odyssey (Playground Records 2020, mit Christopher Schneider, Max Heimler und Moritz Graf)
- Dreams of a Little Bird (Kleinträume 2019, mit Felix-Schneider Restschikow)